# Piedrasecha

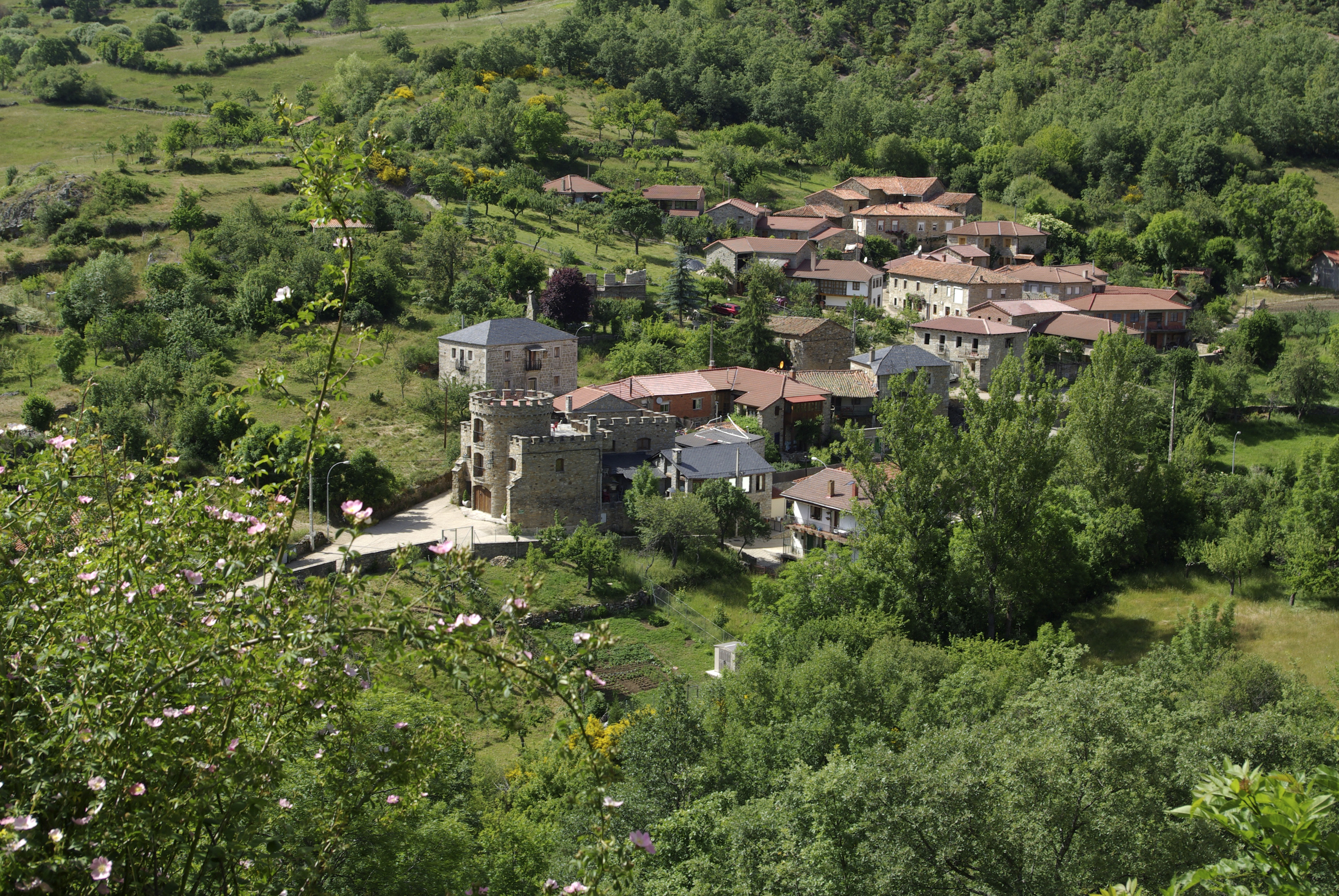
Vista desde el SE

Piedrasecha es una localidad del municipio de Carrocera en la provincia de León, Castilla y León (España). Está ubicado a escasos kilómetros de la localidad leonesa de Canales-La Magdalena.
Piedrasecha está situada en las estribaciones de la cordillera Cantábrica. 
Piedrasecha tiene el título de Pueblo Rural de Castilla y León.

## Enlaces externos

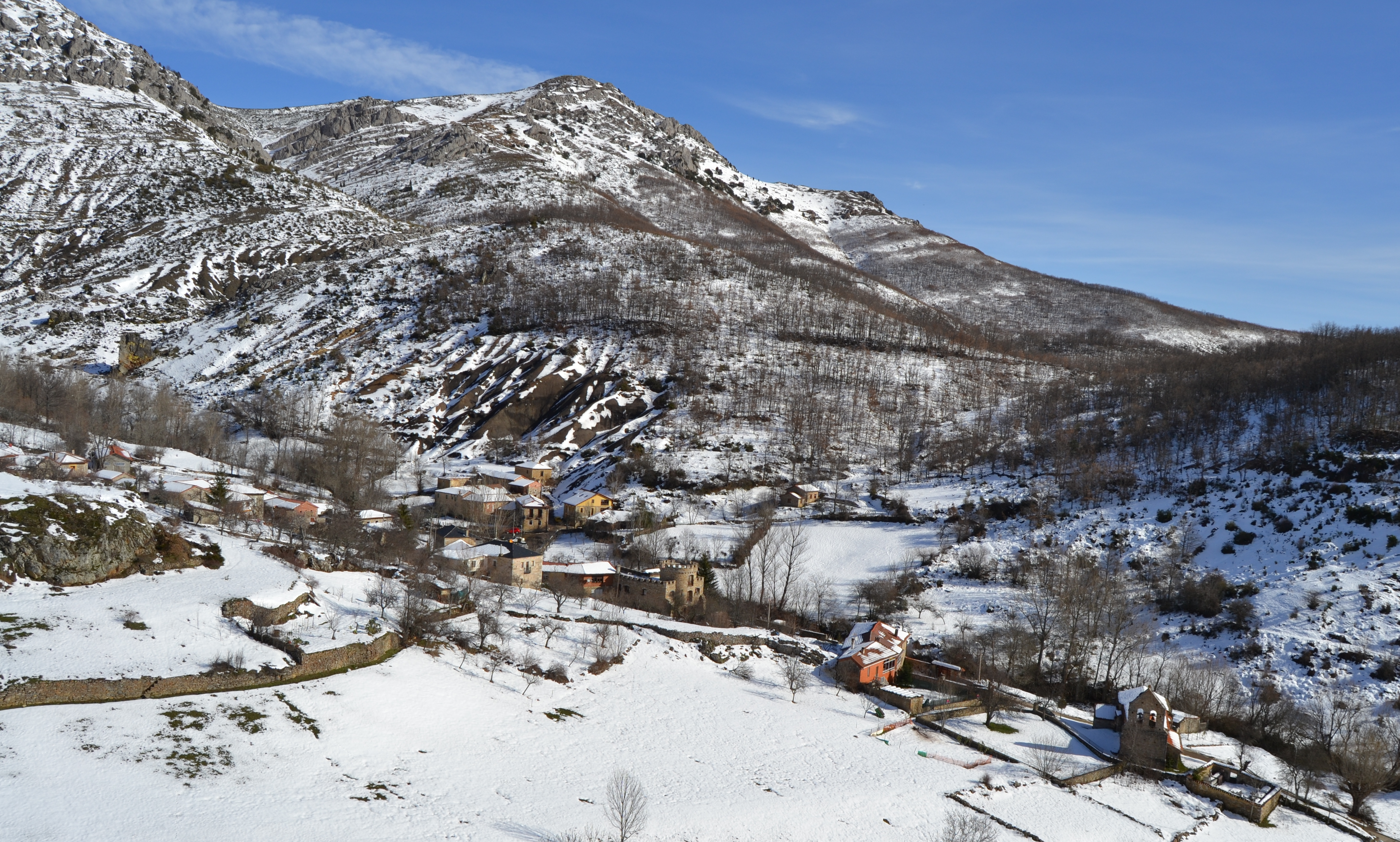
Piedrasecha (León)